# Yuki Shiwasu
Yuki Shiwasu (師走ゆき?, Shiwasu Yuki; Fukuoka, 7 marzo ...) è una fumettista giapponese.
Specializzata nel genere shōjo classico con ambientazioni scolastiche e riferimenti comici, è un'autrice ancora agli esordi con poche opere all'attivo.
È principalmente nota per le sue opere Tama-chan e Takane & Hana, attualmente in corso di pubblicazione sulla rivista Hana to yume; quest'ultima sta riscuotendo grande popolarità tra il pubblico e alla quale la rivista ha dedicato svariate copertine.

## Opere
- Furou Kyoudai (2009)
- Kaizokuhime (2009)
- Sokkuri Mate (2012)
- Unknown no Madousho (2012)
- Tamachan!! (2013)
- Wan Tail (2014)
- Takane & Hana (2014)